# Ecprepaulax
Ecprepaulax ('uitstekende groef' van het Oudgriekse ἐκπρέπω (ekprépō), 'uitsteken' + αὖλαξ (aûlax), 'vore, groef') is een geslacht van uitgestorven zoogdieren uit het Vroeg-Krijt van Portugal. Het was een lid van de orde Multituberculata en deelde de wereld met dinosauriërs. Het ligt binnen de onderorde Plagiaulacida en de familie Pinheirodontidae.
Het geslacht Ecprepaulax werd in 1999 benoemd door Gerhard Hahn en Renate Hahn op basis van de enige soort Ecprepaulax anomala. De soortaanduiding betekent 'afwijkend'. Fossiele overblijfselen werden bij Porto Pinheiro gevonden in lagen uit het Berriasien (Vroeg-Krijt) van Portugal. Het holotype is PP MULT 155, een tweede linkersnijtand.